# Nuremberg Cup

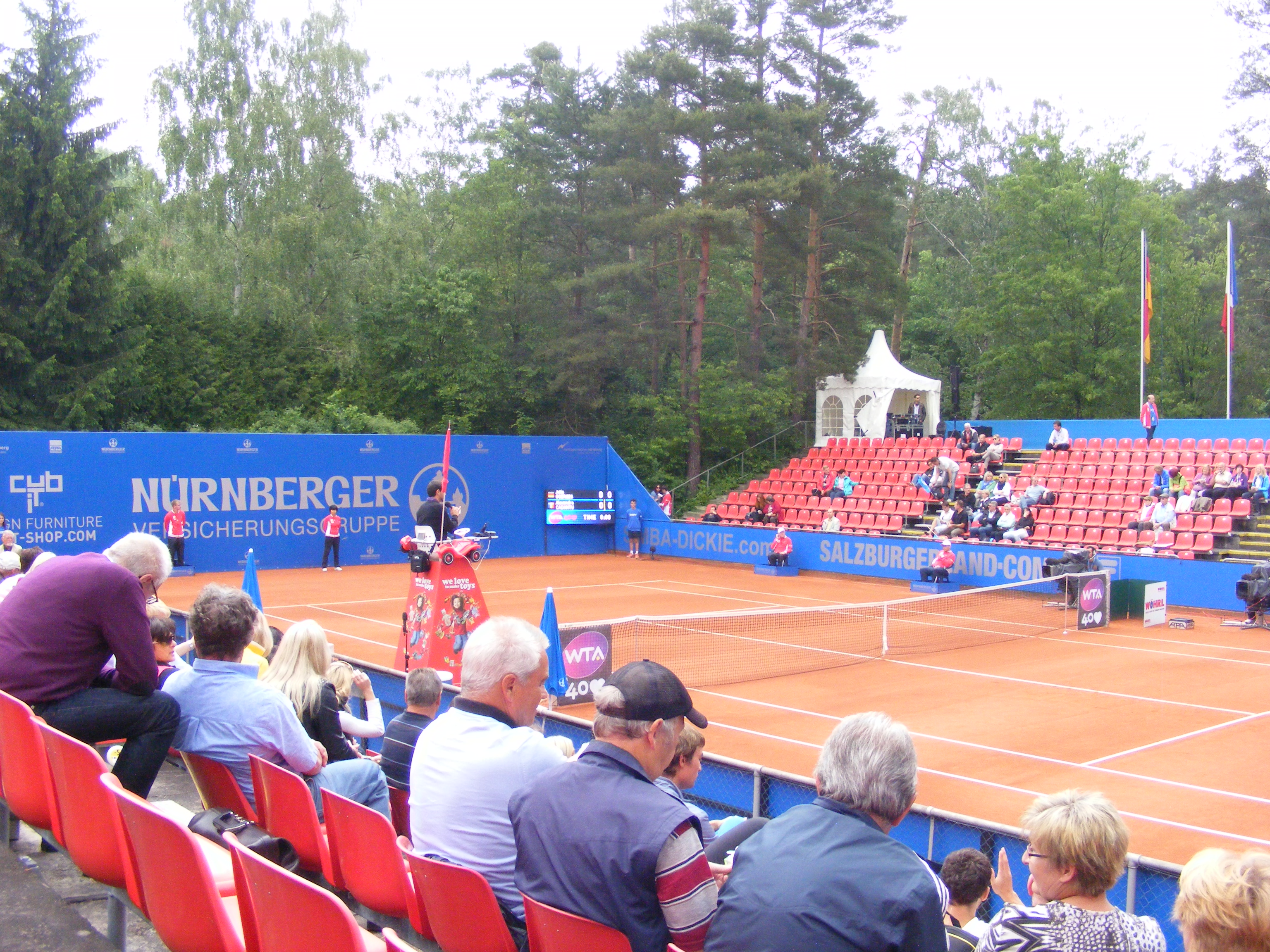
Центральний корт

Nuremberg Cup (чинна офіційна назва Nürnberger Versicherungscup за назвою компанії-спонсора) — жіночий тенісний турнір, що проходить за тиждень до Відкритого чемпіонату Франції на ґрунтових кортах Нюрнберг, Баварія, Німеччина. Турнір проходить під егідою Жіночої тенісної асоціації з 2013 року.  

## Фінали

### Одиночний розряд
| Рік  | Чемпіонка      | Фіналістка            | Рахунок            |
| ---- | -------------- | --------------------- | ------------------ |
| 2019 | Юлія Путінцева | Тамара Зіданшек       | 4–6, 6–4, 6–2      |
| 2018 | Юганна Ларссон | Алісон Ріск           | 7–6(7–4), 6–4      |
| 2017 | Кікі Бертенс   | Барбора Крейчикова    | 6–2, 6–1           |
| 2016 | Кікі Бертенс   | Маріана Дуке Маріньйо | 6–2, 6–2           |
| 2015 | Карін Кнапп    | Роберта Вінчі         | 7–6(7–5), 4–6, 6–1 |
| 2014 | Ежені Бушар    | Кароліна Плішкова     | 6–2, 4–6, 6–3      |
| 2013 | Симона Халеп   | Андреа Петкович       | 6–3, 6–3           |

### Парний розряд
| Рік  | Чемпіонки                           | Фіналітки                        | Рахунок               |
| ---- | ----------------------------------- | -------------------------------- | --------------------- |
| 2019 | Габріела Дабровскі Сюй Їфань        | Шерон Фічман Ніколь Меліхар      | 4–6, 7–6(7–5), [10–5] |
| 2018 | Демі Схюрс Катарина Среботнік       | Кірстен Фліпкенс Юганна Ларссон  | 3–6, 6–3, [10–7]      |
| 2017 | Ніколь Мепіхар Анна Сміт            | Кірстен Фліпкенс Юганна Ларссон  | 3–6, 6–3, [11–9]      |
| 2016 | Кікі Бертенс Юганна Ларссон         | Аояма Сюко Рената Ворачова       | 6–3, 6–4              |
| 2015 | Чань Хаочін Анабель Медіна Ґарріґес | Лара Арруабаррена Ралука Олару   | 6–4, 7–6(7–5)         |
| 2014 | Міхаелла Крайчек Кароліна Плішкова  | Ралука Олару Шахар Пеєр          | 6–0, 4–6, [10–6]      |
| 2013 | Ралука Олару Валерія Соловйова      | Анна-Лена Гренефельд Квета Пешке | 2–6, 7–6(7–3), [11–9] |